# 蒙泰韦基亚
蒙泰韦基亚（義大利語：Montevecchia），是意大利莱科省的一个市镇。总面积5平方公里，人口2497人，人口密度499.4人/平方公里（2009年）。国家统计（ISTAT）代码为097053。